# Macroclinium lueri
Macroclinium lueri är en orkidéart som beskrevs av Dodson och Roberto Vásquez. Macroclinium lueri ingår i släktet Macroclinium och familjen orkidéer.
Artens utbredningsområde är Bolivia. Inga underarter finns listade i Catalogue of Life.